# Collotheca edmondsoni
Collotheca edmondsoni är en hjuldjursart som beskrevs av Berzinš 1951. Collotheca edmondsoni ingår i släktet Collotheca och familjen Collothecidae. Inga underarter finns listade i Catalogue of Life.